# Йожеф Надь (1960)
Йожеф Надь (угор. Nagy József, нар. 21 жовтня 1960, Надасд) — угорський футболіст, що грав на позиції півзахисника.
Виступав за клуби «Галадаш» та «Гартберг», а також національну збірну Угорщини, у складі якої був учасником чемпіонату світу 1986 року.

## Клубна кар'єра
У дорослому футболі дебютував 1978 року виступами за команду «Галадаш», в якій провів тринадцять сезонів, провівши 184 матчі у вищому дивізіоні Угорщини, забивши 28 голів. Також виступав з нею у другому дивізіоні, вигравши його 1981 та 1991 року.
1991 року перейшов до австрійського нижчолігового клубу «Гартберг», за який відіграв 1 сезон. Завершив професійну кар'єру футболіста виступами за команду «Гартберг» у 1992 році.

## Виступи за збірні
У складі збірної Угорщини до 20 років був учасником молодіжного чемпіонату світу 1979 року в Японії. На турнірі Надь зіграв дві гри — проти Радянського Союзу (1:5) та Уругваю (0:2). а його збірна не вийшла з групи.
11 грудня 1985 року у товариській грі проти Алжиру (3:1) провів свій єдиний матч у складі національної збірної Угорщини. Наступного року поїхав у її складі на чемпіонату світу 1986 року у Мексиці, але на поле більше не виходив.